# Shindo yoshin-ryu
Shindo yoshin-ryu (em japonês:  新道楊心流, Shindō yōshinryū), que significa "Estilo do novo salgueiro)[a] é um provecto sistema marcial japonês (koryu) ensinando principalmente a arte do jiu-jitsu antigo, e é derivado da ainda mais vetusta escola chamada Yoshin-ryu. O sistema foi concebido pelo mestre Katsunosuke Matsuoka, um destacado samurai do período final do Xogunato Tokugawa.